# Salsola monoptera
Salsola monoptera är en amarantväxtart som beskrevs av Aleksandr Andrejevitj Bunge. Salsola monoptera ingår i släktet sodaörter, och familjen amarantväxter. Inga underarter finns listade i Catalogue of Life.